# Archéomagnétisme
L'archéomagnétisme est une branche du paléomagnétisme qui se concentre sur l'étude des empreintes du champ magnétique terrestre enregistrées dans les matériaux archéologiques.
Un matériau ferromagnétique ou ferrimagnétique comme la magnétite contenue dans l'argile, chauffé au-delà de la température de Curie, perd son aimantation spontanée.
Quand la température redescend, il prend une aimantation dite thermorémanente, parallèle (paléodirection) et proportionnelle (paléointensité) au champ agissant. Les argiles cuites ont donc la propriété d'enregistrer une image du champ magnétique terrestre à un instant donné (celui de leur dernière chauffe) et en un lieu donné.
L'orientation et l'amplitude du champ magnétique de la Terre à un endroit particulier varient avec le temps, et peuvent être utilisées pour connaître l'âge des matériaux. En conjonction avec la datation radiométrique, cette technique peut être utilisée pour dater les inversions du champ récentes et ainsi mettre au jour l'échelle de temps de la polarité géomagnétique.
C'est l'une des méthodologies de datation utilisées pour les sites archéologiques des 10 000 dernières années. Les premiers aperçus de cette méthode ont été donnés par Émile Thellier.

## Cas d'utilisation
Les variations les plus faibles sont la carte magnétique de la Terre. Dans ces faibles domaines, les directions et intensités locales changent graduellement (variation séculaire (en)).
Une boussole ne pointe pas vers le pôle Nord, mais en direction du pôle Nord magnétique, c'est la déclinaison magnétique terrestre.
La déclinaison magnétique à un moment donné peut être enregistrée dans une formation argileuse contenant de la magnétite et chauffée au-dessus du point de Curie.
De nombreuses cultures ont utilisé sur une longue durée des foyers ou des fours faits de briques d'argile, ou un espace bordé d'argile, qui ont été cuits en place par l'usage.
Ces artéfacts de l'occupation peuvent donner la déclinaison magnétique de la dernière fois qu'ils ont été utilisés.
La datation archéomagnétique a été décrite en 1992 dans la publication Paléomagnétisme : Domaines magnétiques à terranes géologiques de Robert F. Butler.

## Méthodologie
La datation archéomagnétique nécessite un élément non perturbé qui a une forte probabilité de contenir un vestige magnétique de la dernière fois qu'il est passé à travers le point de Curie. Cela implique une masse suffisante pour prendre des échantillons et un matériau contenant suffisamment de magnétite pour tenir le magnétisme résiduel.
En outre, l'élément doit être dans une zone pour laquelle une courbe de variation séculaire existe.
Une fois que les paléodirections d'éléments archéologiques datés indépendamment sont déterminées, elles peuvent être utilisées pour compiler un dossier de variation séculaire pour une région particulière, connue comme un SVC.
Le Laboratoire Archéomagnétique du musée de l'État de l'Illinois possède des courbes de variation séculaire de tous les États-Unis.
Des analyses complémentaires des échantillons, comme la dendrochronologie ou la datation radiométrique, aident à affiner les courbes régionales.